# Berberyjka marokańska
Berberyjka marokańska (Atlantoxerus getulus) – gatunek gryzonia z rodziny wiewiórkowatych, występujący w Afryce. Jedyny żyjący przedstawiciel rodzaju berberyjka (Atlantoxerus).

## Występowanie
Gatunek ten zamieszkuje północnozachodnią część Afryki na terenie Maroka, Algierii oraz Sahary Zachodniej. Preferuje obszary skaliste oraz zarośla. W 1965 roku zasiedliły się na Fuerteventurze. 

## Charakterystyka

### Morfologia
Zazwyczaj mają długość 16–22 cm i ważą około 340 g. Mają puszysty ogon podobnej długości jak całe ciało. Zwykle występują w odcieniach brązu. Mają białe paski na bokach oraz brzuchu.

### Rozmnażanie
Mają sezon godowy od kwietnia do lipca. Młode są karmione mlekiem matki przez 2 tygodnie. Stają się samodzielne po 1 miesiącu. 

### Dieta
Są wszystkożerne. Żywią się głównie owocami oraz owadami. Mając możliwość, jedzą również pisklęta oraz ślimaki. Zjada również nasiona oraz rośliny hodowlane przez co uważany jest za szkodnika.

### Styl życia
Prowadzą dzienny tryb życia. Tworzą duże grupy. Po wykryciu drapieżnika, szybko uciekają do nory.  